# Rio Açungui
O rio Açungui é um curso de água que banha o estado do Paraná, Brasil, nas proximidades da Floresta Nacional Açungui, no município de Campo Largo, e desagua no rio Ribeira.